# Dieter VI. von Dalberg

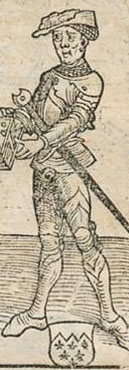
Dieter VI. auf einem Holzschnitt von 1514

Dieter VI. von Dalberg (* 1468; † 9. Februar 1530) war Ritter und ein hoher kurpfälzischer Beamter aus der adeligen Familie von Dalberg.

## Herkunft
Dieter VI. war Sohn von Wolfgang III. Kämmerer von Worms genannt von Dalberg (1426–1476) und dessen Frau, Gertrud, Tochter von Friedrich von Greiffenclau († 1502). Dieter VI. hatte einen Bruder gleichen Namens (Dieter V.), der kurz vor der Geburt Dieter VI. gestorben war, so dass die Eltern diesen Namen erneut vergaben. Wolfgang und Gertrud von Dalberg hatte eine Reihe weitere Kinder – und Dieter VI. damit Geschwister –, darunter Johann XX. von Dalberg (1455–1503), der Bischof von Worms und eine wichtige Persönlichkeit des Frühhumanismus wurde, Friedrich VI. von Dalberg (1459–1506), Bürgermeister von Oppenheim, Guda von Dalberg († 1518), zunächst Priorin des Klosters Maria Himmelskron und später des Klosters Marienberg bei Boppard, und Wolfgang VI. (1473 oder 1474–1522), kurpfälzischer Amtmann in Oppenheim.

## Familie
Dieter VI. heiratete 1495 Anna († 28. August 1528, bestattet in Wallhausen), Tochter des Hans von Helmstadt und der Gertrud von Palandt. Das Paar hatte die Kinder:
1. Friedrich VIII. (* 1499 oder 1500; † 21. Februar 1574, bestattet in Wallhausen), der kurmainzischer Amtmann in Oppenheim wurde und 1536 Anna († 12. Dezember 1564, bestattet in Ruppertsberg), Tochter von Ludwig von Fleckenstein, heiratete.
2. Anna († 6. Februar 1549; bestattet in Hattenheim) heiratete 1522 Dietrich von Schönenberg († 10. November 1542, bestattet in der Franziskanerkirche in Heidelberg), Burggraf in Alzey, kurpfälzischer Marschall.
3. Margareta († 27. Juni 1546, bestattet in St. Laurentius in Weinheim) heiratete Ulrich Ulner von Dieburg († 16. November 1550, bestattet in St. Laurentius in Weinheim).
4. Eberhard I., genannt ab 1520 zu Bechtoldsheim († 25. September 1559, bestattet in Herrnsheim) war zwei Mal verheiratet. Die erste Ehe schloss er mit Ursula, Tochter von Frowin und Kunigunde von Hutten († 19. April 1555, bestattet in Herrnsheim). 1559 heiratete er ein zweites Mal, Anna, Tochter von Veit und Gertrud von Wernau.
5. Katharina (* um 1498[4]; † 10. März 1560) heiratete um 1518[4] Augustin von Braunsberg († 1544 in Ungarn).

## Leben

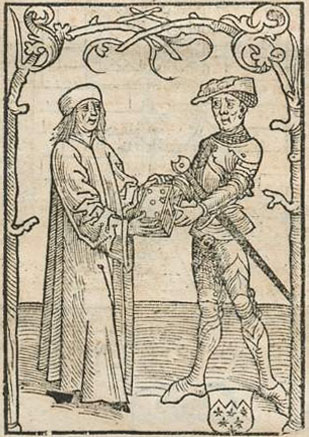
Widmungsbild aus Jakob Köbel: Ain newe geordnet Rechenbüchlein ..., Oppenheim 1514: Übergabe des Rechenbüchleins von Jakob Köbel an Dieter VI. von Dalberg

Dieter VI. und seine Familie lebten auf der Burg Dalberg. Zwischen 1490 und 1500 ließ er die Burg umfassend ausbauen. Er war zugleich Rat und ein wichtiger Berater des Kurfürsten  Ludwig V. von der Pfalz. Mit ihm zusammen nahm er am Reichstag zu Worms 1521 teil. Dieter VI. wurde, wie sein Dienstherr, in der Folge lutherisch, was sich aber auf Dauer in der Familie von Dalberg nicht durchsetzte. Dieter VI. war dem Humanismus gegenüber sehr aufgeschlossen und pflegte Kontakt mit dessen Vertretern in Heidelberg und andernorts.
Dieter VI. starb am 9. Februar 1530. Bestattet wurde er in der Kirche von Wallhausen. Ein Doppelepitaph für ihn und seine Frau befindet sich an der dortigen Kirchhofmauer. Vor der Zerstörung der Katharinenkirche in Oppenheim im Pfälzischen Erbfolgekrieg 1689 befand sich dort ein Totenschild für Wolfgang VI. von Dalberg.